# Santa Filomena do Maranhão
Santa Filomena do Maranhão é um município brasileiro do estado do Maranhão, Região Nordeste do país. Localiza-se a 345 quilômetros da capital, São Luís. Sua população em 2010 era de 7 061 habitantes. Limita-se com os municípios de Tuntum, São Domingos do Maranhão e Presidente Dutra.

## História
O município foi criado pela Lei Nº 6.178, de 10 de novembro de 1994, emancipando-se do município de Tuntum. Seu primeiro prefeito foi Salomão Barbosa de Sousa, eleito prefeito em 1996 e reeleito em 2000. 
Atualmente o administrador do município é Salomão Barbosa, eleito novamente prefeito em novembro de 2020 e o vice-prefeito é Ihales Michel Carvalho Brandão Sousa.

## Geografia
O município de Santa Filomena do Maranhão possui uma extensão territorial de 623,213 quilômetros quadrados, ocupando a 151 posição entre os 217 municípios maranhenses em termos de área.

### Demografia
Segundo dados do Censo Demográfico de 2022, Santa Filomena do Maranhão contava com 6.697 habitantes, resultando em uma densidade populacional de aproximadamente 10,75 habitante por quilômetro quadrado. No contexto estadual, o município ocupava a 199 posição em número de habitantes e a 167 em densidade demográfica comparando-se com outros municípios do estado do Maranhão. A estimativa populacional para o ano de 2024 era de 6.839 habitantes.

### Educação
Em 2010, a taxa de escolarização de crianças entre 6 e 14 anos em Santa Filomena do Maranhão era de 99 %, colocando o município na 5 colocação entre os 217 do estado. Quanto ao Índice de Desenvolvimento da Educação Básica (IDEB) referente ao ano de 2023, os anos iniciais do ensino fundamental na rede pública apresentaram índice de 4,2.
| Taxa de escolarização de 6 a 14 anos de idade [2010]             | 99 %           |
| IDEB – Anos iniciais do ensino fundamental (Rede pública) [2023] | 4,2            |
| Matrículas no ensino fundamental [2023]                          | 978 matrículas |
| Matrículas no ensino médio [2023]                                | 204 matrículas |
| Docentes no ensino fundamental [2023]                            | 91 docentes    |
| Docentes no ensino médio [2023]                                  | 15 docentes    |
| Número de estabelecimentos de ensino fundamental [2023]          | 18 escolas     |
| Número de estabelecimentos de ensino médio [2023]                | 1 escolas      |

Fonte: IBGE

## Economia
Em 2021, o Produto Interno Bruto (PIB) per capita de Santa Filomena do Maranhão foi de R$ 7.643,59, valor que colocava o município na 163 posição entre os 217 do estado do Maranhão. Já em 2023, as receitas oriundas de fontes externas representavam 97,58 % do total arrecadado pelo município, o que o posicionava em 7 lugar no ranking estadual.
| PIB per capita [2021]                                                                           | 7.643,59 R$      |
| Índice de Desenvolvimento Humano Municipal (IDHM) [2010]                                        | 0,525            |
| Total de receitas brutas realizadas [2023]                                                      | 38.537.056,87 R$ |
| Transferências correntes (Percentual em relação às receitas correntes brutas realizadas) [2023] | 97,58 %          |
| Total de despesas brutas empenhadas [2023]                                                      | 34.700.624,03 R$ |

Fonte: IBGE
| Salário médio mensal dos trabalhadores formais [2022]                                             | 1,7 salários mínimos |
| Pessoal ocupado [2022]                                                                            | 440 pessoas          |
| População ocupada [2022]                                                                          | 6,57 %               |
| Percentual da população com rendimento nominal mensal per capita de até 1/2 salário mínimo [2010] | 60,5 %               |

Fonte: IBGE